# Marulew
Marulew – wieś w Polsce położona w województwie wielkopolskim, w powiecie tureckim, w gminie Brudzew, przy drodze wojewódzkiej nr 470.

## Historia
Wieś powstała najprawdopodobniej pod koniec XV wieku. Podczas potopu szwedzkiego część wsi została spalona.
Słownik Geograficzny Królestwa Polskiego podaje:
| Marulew – wieś i folwark w powiecie kolskim, w gminie i parafii Brudzew, oddalona od Koła o 17 wiorst. Wieś: 14 domów, 81 mieszkańców; Folwark: 3 domy, 13 mieszkańców. W 1827 roku było tutaj 13 domów i 62 mieszkańców. Marulew należy do dóbr rządowych Koła, wraz z Wincentowem i Wolą Rozostową, ma 3608 mórg (1140 mórg lasu). Wieś tę wspomina pod nazwą Maruylewo Łaski |
W latach 1975–1998 miejscowość administracyjnie należała do województwa konińskiego.